# Argyrophora histrionalis
Argyrophora histrionalis är en fjärilsart som beskrevs av John Obadiah Westwood 1841. Argyrophora histrionalis ingår i släktet Argyrophora och familjen mätare. Inga underarter finns listade i Catalogue of Life.